# Кушнир, Иван Николаевич
Иван Николевич Кушнир (укр. Іван Миколайвич Кушнір; неизвестно — 14 апреля 1919) — украинский революционер, участник гражданской войны и революции на Украине.

## Биография
Иван Кушнир родился в Дрогобыче, в семье крестьян. Некоторое время работал на нефтяных предприятиях в родном городе, участвовал рабочем движении. После начала Первой мировой войны, в 1915 году, перебрался в Харьков, где и работал. Участвовал в борьбе за установление советской власти.
В 1918 году вернулся в Дрогобыч, где стал одним из основателей организации «социалистов-коммунистов». 14 апреля 1919 года был одним из лидеров Дрогобычского восстания, во время которого и погиб.